# سيفيرينو فاسكونسيلوس
سيفيرينو فاسكونسيلوس (بالبرتغالية: Severino Vasconcelos Barbosa‏) هو لاعب كرة قدم برازيلي، ولد في 5 يوليو 1950 في أوليندا في البرازيل. لعب مع كولو-كولو ونادي أونيفرسيداد دي تشيلي ونادي إنترناسيونال ونادي برشلونة.